# Plaza de Armas de Moyobamba
La plaza de Armas, a veces llamada informalmente plaza Regional, es el principal espacio urbano de la ciudad peruana de Moyobamba desde la reubicación de la ciudad tras un terremoto en 1746.
El tamaño que ocupa es de una manzana urbana. Es el punto turístico más concurrido de la ciudad y donde se llevan a cabo los actos cívicos y oficiales.

## Zonas

### Jardines
Están situadas en pequeñas zonas dispersas en cada esquina y también en el interior de la plaza, cerca de la Fuente de Agua. En las fiestas navideñas todos los árboles son adornados con luces referentes al color de Navidad, además de la construcción de un belén (llamado comúnmente nacimiento), en escala real, con material natural como ramas de árboles, lianas y hojas de palmera irapay para la techumbre. Además, se construye un enorme árbol de Navidad junto al nacimiento.

### Monumentos
En un lugar exclusivo de la plaza, se levanta un monumento alto y ancho, en él, un libro de bronce con las letras del himno nacional y arriba de eso, el héroe moyobambino, Emilio San Martín Peña.
En lo alto de la antigua catedral de la ciudad de Moyobamba, se levanta un monumento gigantesco, de seis metros de altura, hecha de vidrio soplado fortificado, la estatua del Sagrado Corazón de Jesús, la cual es otro medio de atracción turística y también para fortalecer la fe católica

### Fuente ornamental
Es una pileta con forma de una flor de cuatro pétalos, ubicado en el lado central de la plaza. El espectáculo consiste en secuencias coordinadas de chorros de agua que alcanza unos tres metros, adornado de luces de colores, principalmente de azulado que le da un brillo espectacular.

## Límites

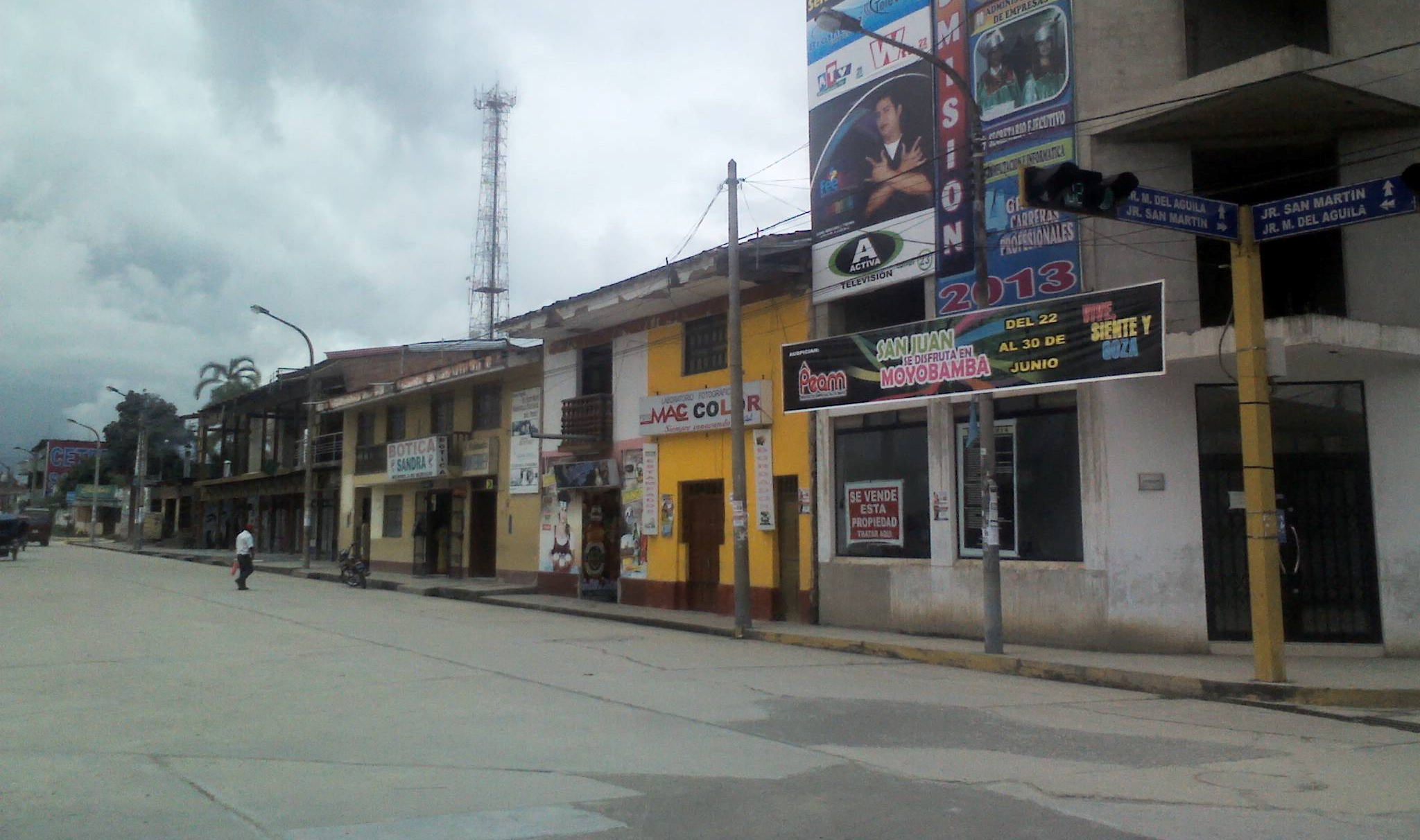
Plaza de Moyobamba

Alrededor de la plaza diversos establecimientos comerciales, culinarios, entre otros como:
- La Catedral Santiago Apóstol de Moyobamba, al norte.
- La Casa Sacerdotal, al norte.

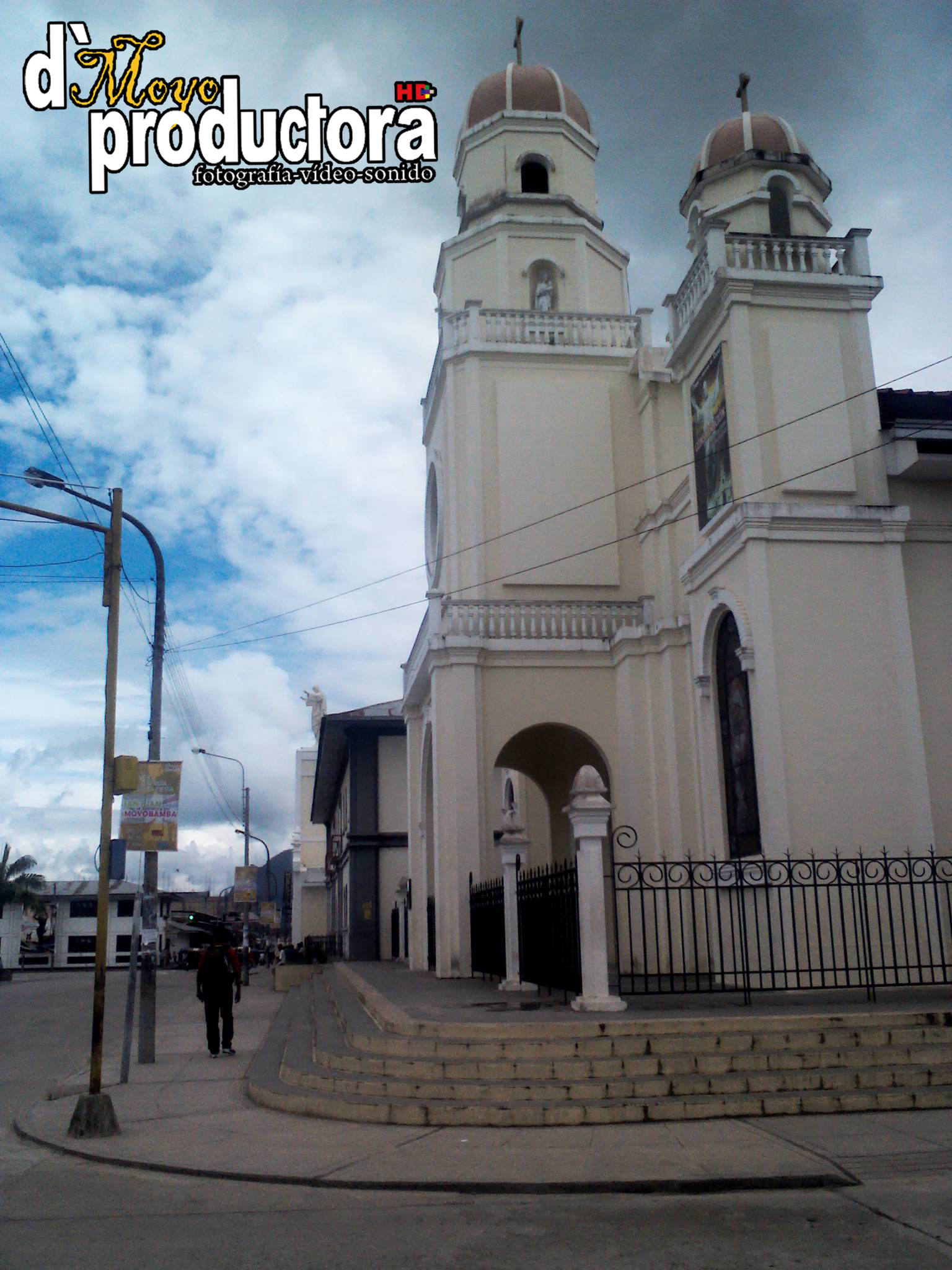
Plaza de Moyobamba

- El Strip Center Cine Rama Plaza-Moyobamba, actualmente en construcción, al sur.
- El Complejo de cines Cine Planet, actualmente en licitación, al sur.
- El Banco de la Nación, al este.
- El Cuerpo de Serenazgo, al este.

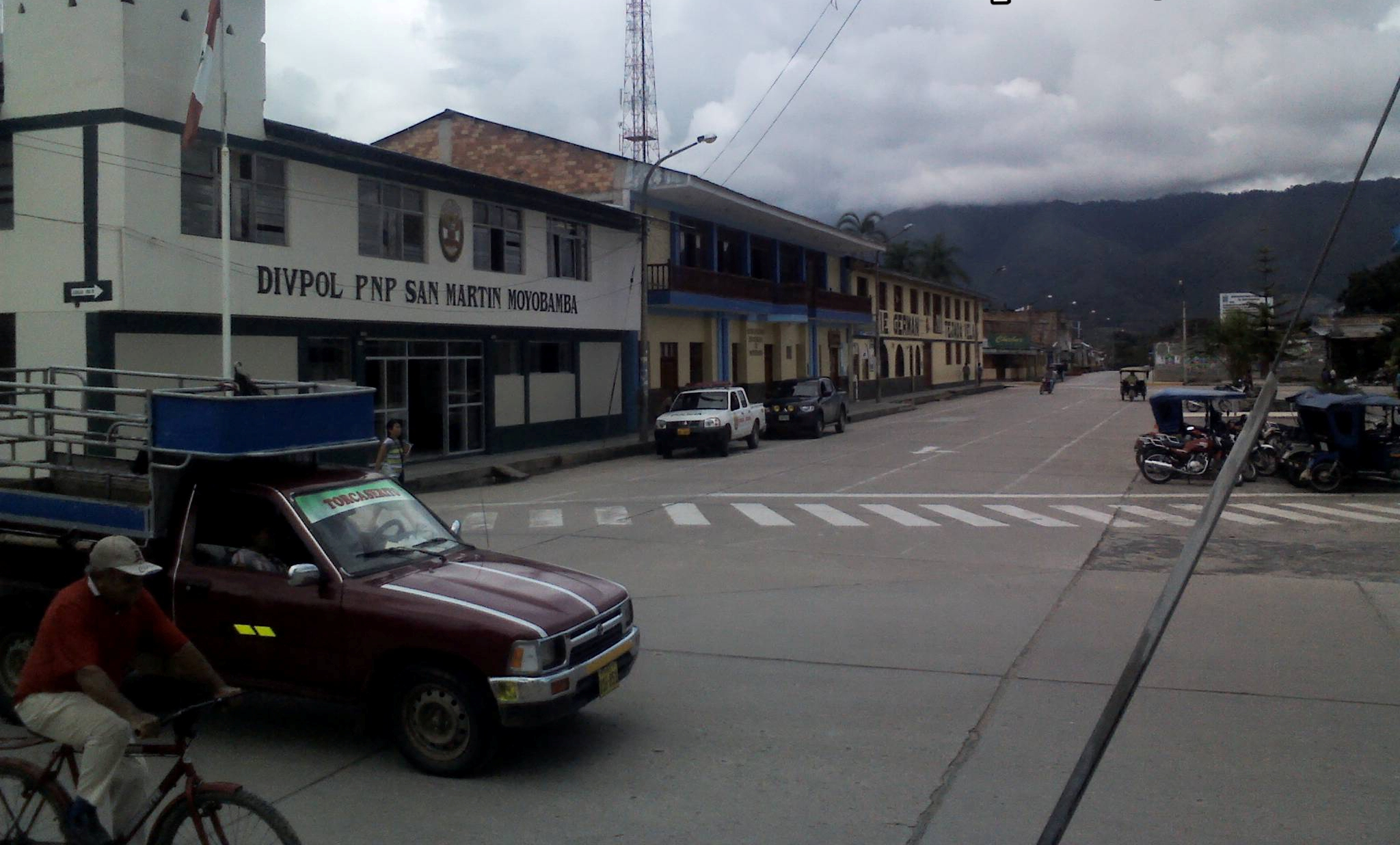
Plaza de Moyobamba

- El Colegio Juan Climaco Vela, al este.
- La Municipalidad Provincial de Moyobamba, al oeste.
- La Comisaria REGIÓN PNP MOYOBAMBA, al este.
- El Colegio Germán Tejada Vela, al este.

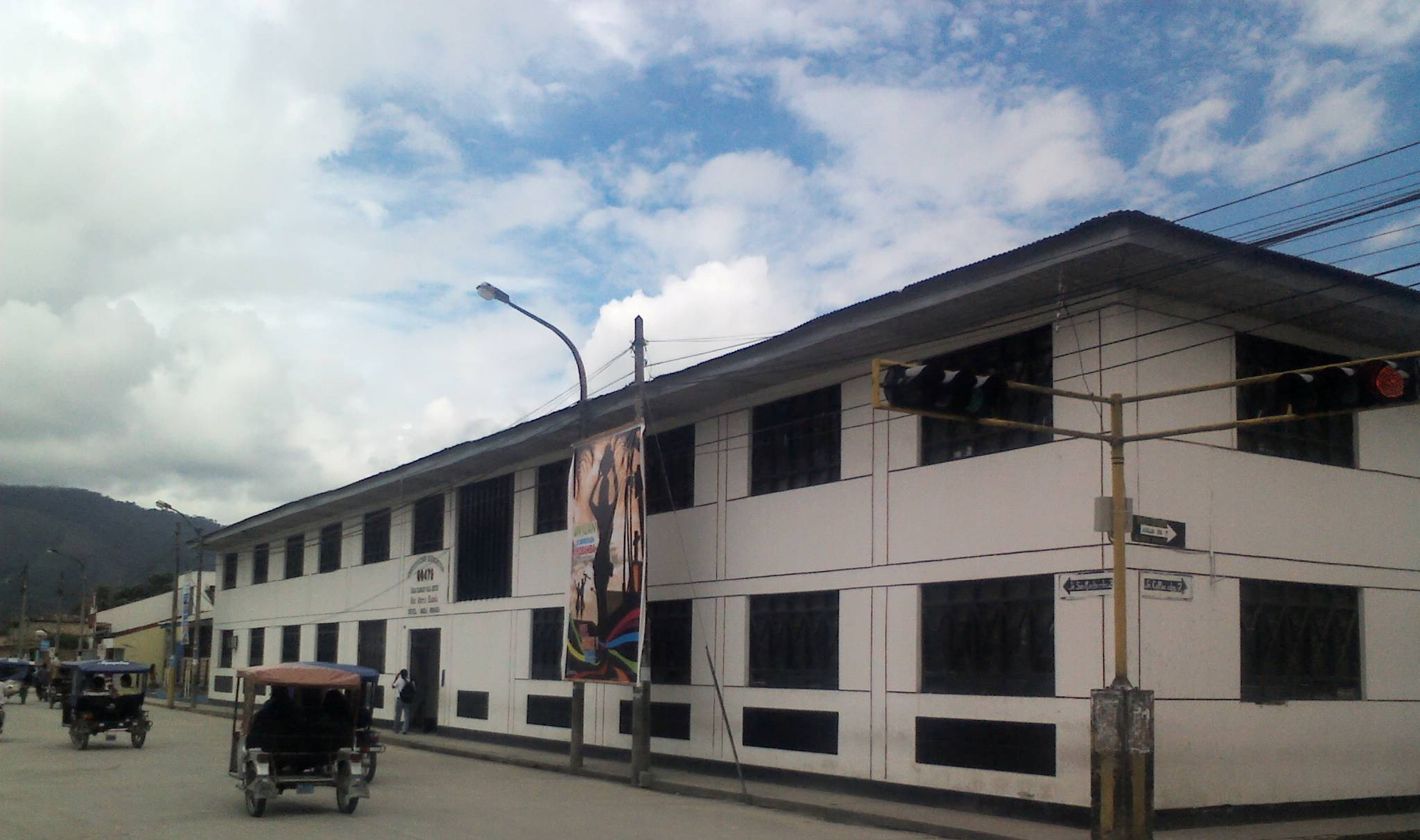
Plaza de Moyobamba

- La Dirección Regional de Comercio Exterior y Turismo, al noreste.
- La Gobernación de San Martín, al noroeste.
- El Restaurante Chichos Burger, al suroeste.

La plaza es usada como centro de fiestas, espectáculos u otras ceremonias de gran escala. Al paso del tiempo, queda como un Patrimonio Cultural de la Nación por su característica llamativa y las actividades realizadas por día.